# Sad Janka Kráľa

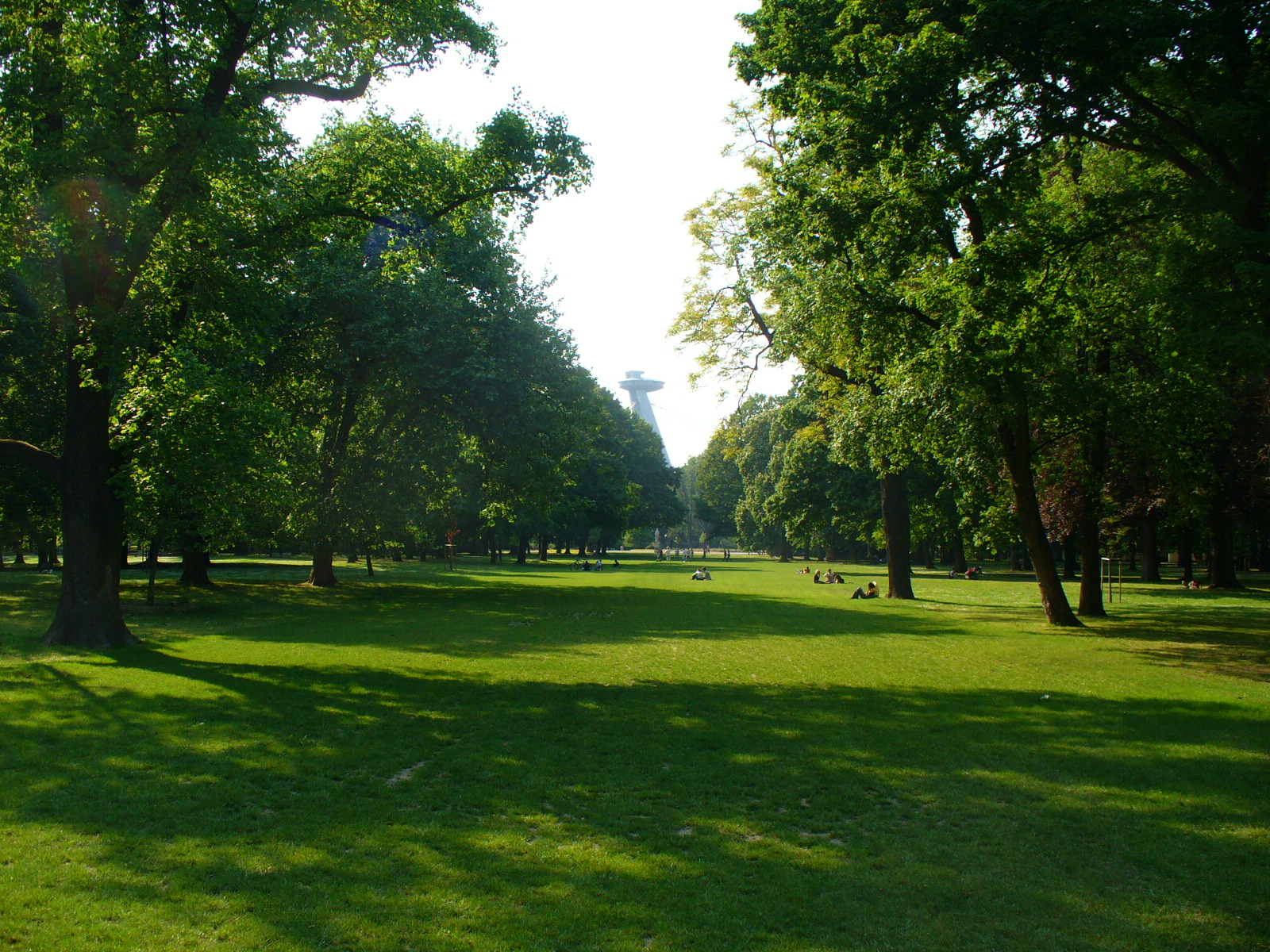
Sad Janka Kráľa

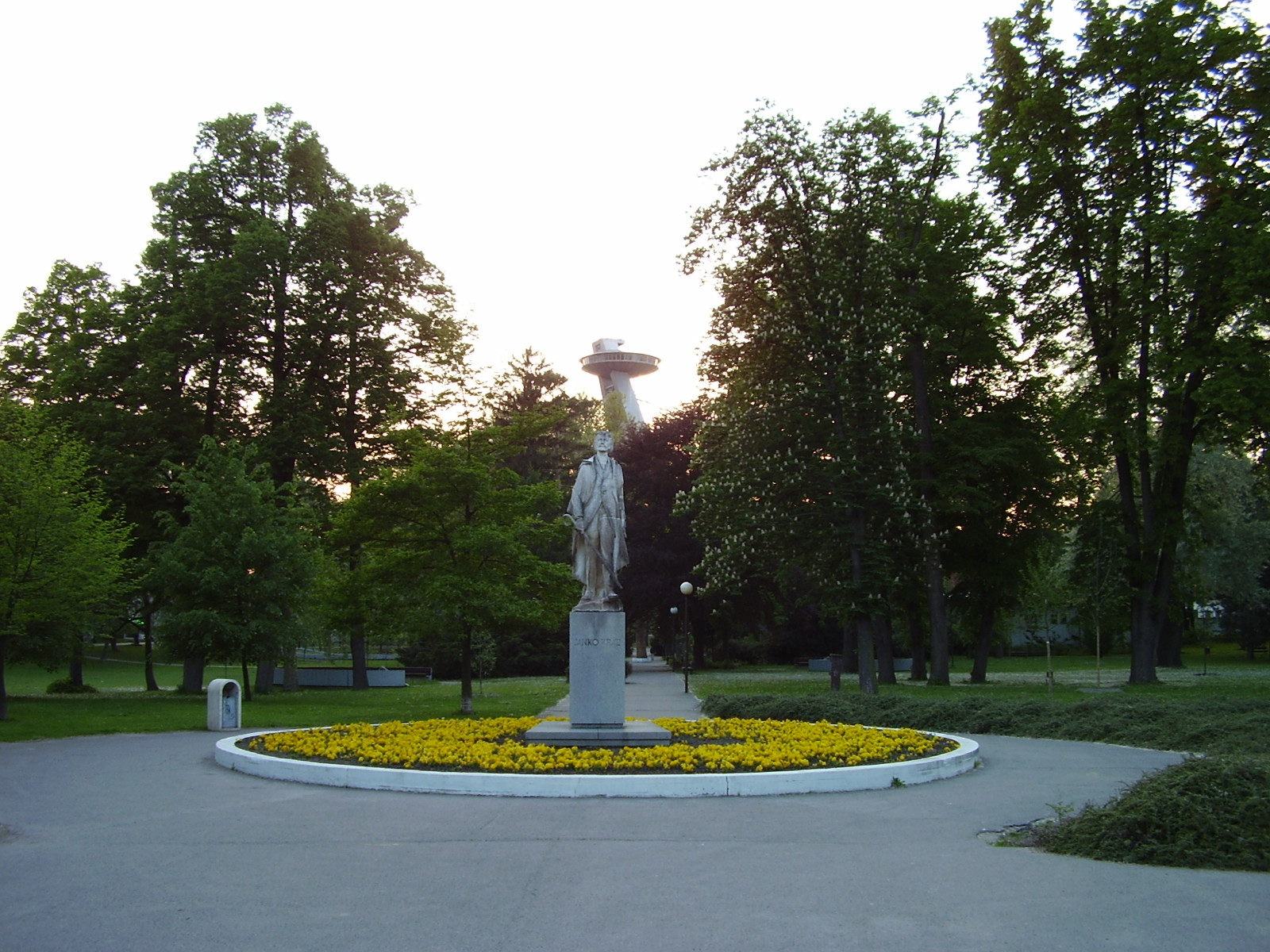
Statue von Janko Kráľ

Der Sad Janka Kráľa (wörtlich Janko-Kráľ-Park/Garten; der frühere Name Städtischer Aupark) ist ein Park in Bratislava (dt. Preßburg, ung. Pozsony). Der etwa 42 ha große Park befindet sich im Stadtteil Petržalka. Im Norden wird er von der Donau begrenzt, im Osten von der Zufahrt zur Alten Brücke (Starý most), im Süden von der Straße Einsteinova sowie der Autobahn D1 und im Westen von der Zufahrt zur Brücke des Slowakischen Nationalaufstandes (Most SNP oder bis 2012 offiziell Nový most). Benannt ist der Park seit 1945 nach dem slowakischen Dichter Janko Kráľ.

## Namensgebungen
Auch heute noch gehört der Aupark zu den ältesten öffentlich zugänglichen Parkanlagen in Europa. Seine früheren Namen waren: 18. Jh. – Mitte 19. Jh. Bruck(en)au, Bruck(en)-Au(g)e(r)l; um 1850 in der Au; ca. 1867 – ca. 1921 deutsch Aupark, ungarisch Ligeti díszkert; ca. 1921–1932 slowakisch Petržalské sady; 1932–1945 slowakisch Tyršove sady. Ab 1945 erhielt er den Namen Sad Janka Kráľa.

## Geschichte
Preßburg besaß seit altersher eine hochentwickelte Gartenkultur. Die Anwesenheit der hier angesiedelten Aristokratie und des alten und kultivierten, größtenteils deutschsprachigen Bürgertums spielten eine bestimmende Rolle im Geistesleben Preßburgs, dazu kam noch die ausstrahlende Wirkung des in der Nähe liegenden Wien. Deshalb war es kein Zufall, dass die Preßburger Bürger einen der ersten Landschaftsparks nicht nur des ehemaligen Königreich Ungarns, sondern auch Europas hier gründeten.
Angelegt wurde der Park in den Jahren 1774 bis 1776. Im Jahre 1832 gestaltete der aus Sachsen stammende Wiener Hofgärtner und "Gartenkünstler" Karl Ritter (* 1797, † nach 1843) den Park grundlegend um. Er formte einen Park im englischen Landschaftsstil.
Beeinflusst durch den französischen Barock, wurden die Wege in Form eines achtzackigen Sterns errichtet. Jeder Weg ist nach einer bestimmten Baumart benannt und wird von diesen gesäumt (z. B. Erlen, Ahorne oder Weiden). Seine heutige Ausdehnung erhielt der Park im Jahr 1839.
Ein neues Kapitel in der Geschichte des Städtischen Auparks begann, als seine Betreuung von dem 1868 begründeten Preßburger Verschönerungsverein übernommen wurde. Der Verein betrachtete die Instandhaltung und Verschönerung des Parks als eines seiner Hauptziele. 1868 errichtete man hier ein Glashaus und in der nordwestlichen Ecke des Parks eine Gärtnerei, die auch die anderen Parkanlagen der Stadt mit Pflanzenmaterial versorgte. Zwischen 1868 und 1871 wurde nach Plänen des städtischen Ingenieurs Anton Sendlein ein "Korsoweg" angelegt um den Besuch der vornehmen Volksschichten zu fördern. Dieser "Korso" bestand aus einem breiten Kutschenweg und einem schmalen Reitweg.

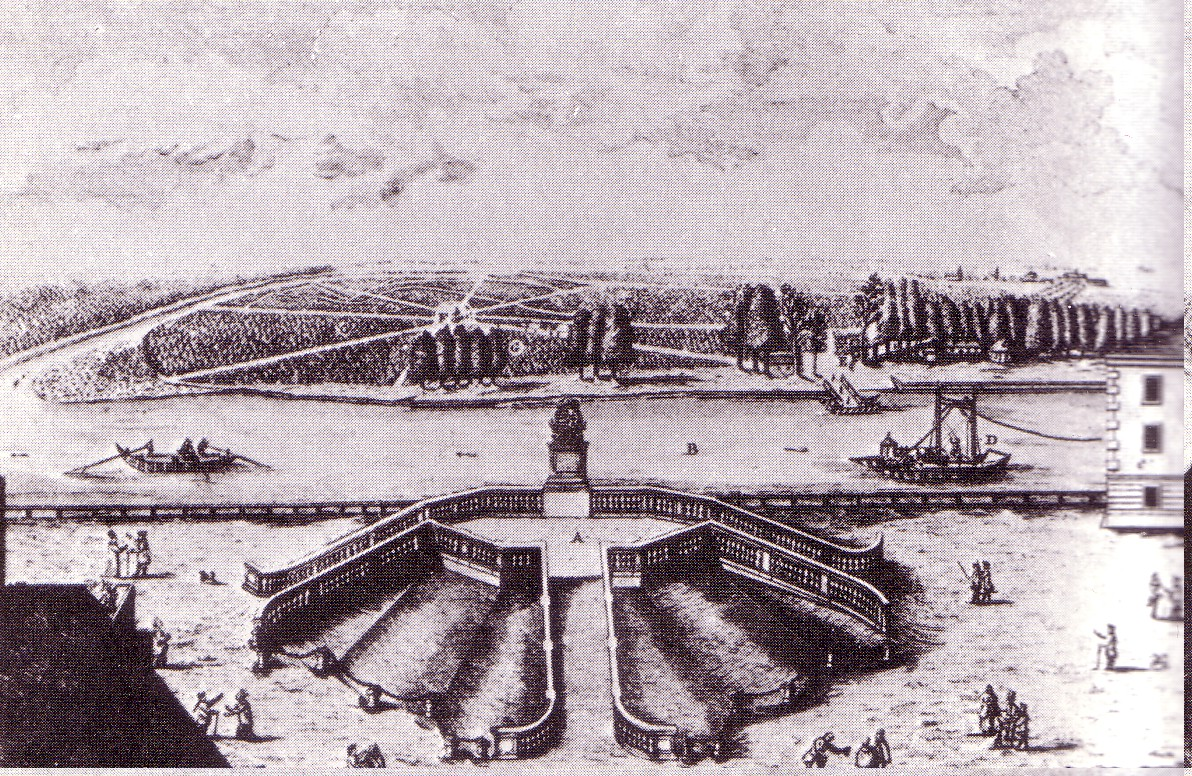
Donaustrom mit Preßburger Krönungshügel im Hintergrund der Aupark in der ersten Hälfte des 19. Jahrhunderts

Im Laufe der Jahre vermehrten sich im Park allerlei Zierate: kleine Statuen, Vasen, Bänke, um mehrere Bäume auch Rundbänke. 1896 wurden im gesamten Königreich Ungarn Millenniumsfeierlichkeiten (als Erinnerung an die 1000-jährige Gründung des Ungarischen Staates) abgehalten. In diesem Jahr fiel auch die Entscheidung aus den Steinen des zerlegten Turmes der Preßburger Franziskanerkirche eine Baulichkeit zusammenzustellen, die als Millenniumsdenkmal dienen sollte.
Im Jahre 1825 wurde die Karolinenbrücke errichtet, die nun auch den Aupark unmittelbar mit der Stadt am linken Donauufer verband. Die Errichtung dieser Brücke bewirkte auch, dass am linken Donauufer, unmittelbar in der Nähe de Brückenkopfes im Jahre 1827 ein Terrassenkaffeehaus im Stil des Klassizismus gebaut wurde, welches den Namen Aukaffee erhielt. Dieses Kaffee wurde im Jahre 1966 von den damaligen Machthabern der kommunistischen Tschechoslowakei vollkommen grundlos abgerissen.
In den 1890er Jahren errichtete man nach dem Brand der "Alten Arena" ein neues Sommertheater ebenfalls aus Holz. 1891 wurde am östlichen Ende des Auparks die Kaiser Franz-Joseph-Brücke errichtet. daraufhin wurde die alte nun unnötig gewordene Karolinenbrücke demontiert. Die Verbindung zwischen der Stadt Preßburg und dem Aupark wurde nun von einem Schraubendampfer ("Propeller") sichergestellt.

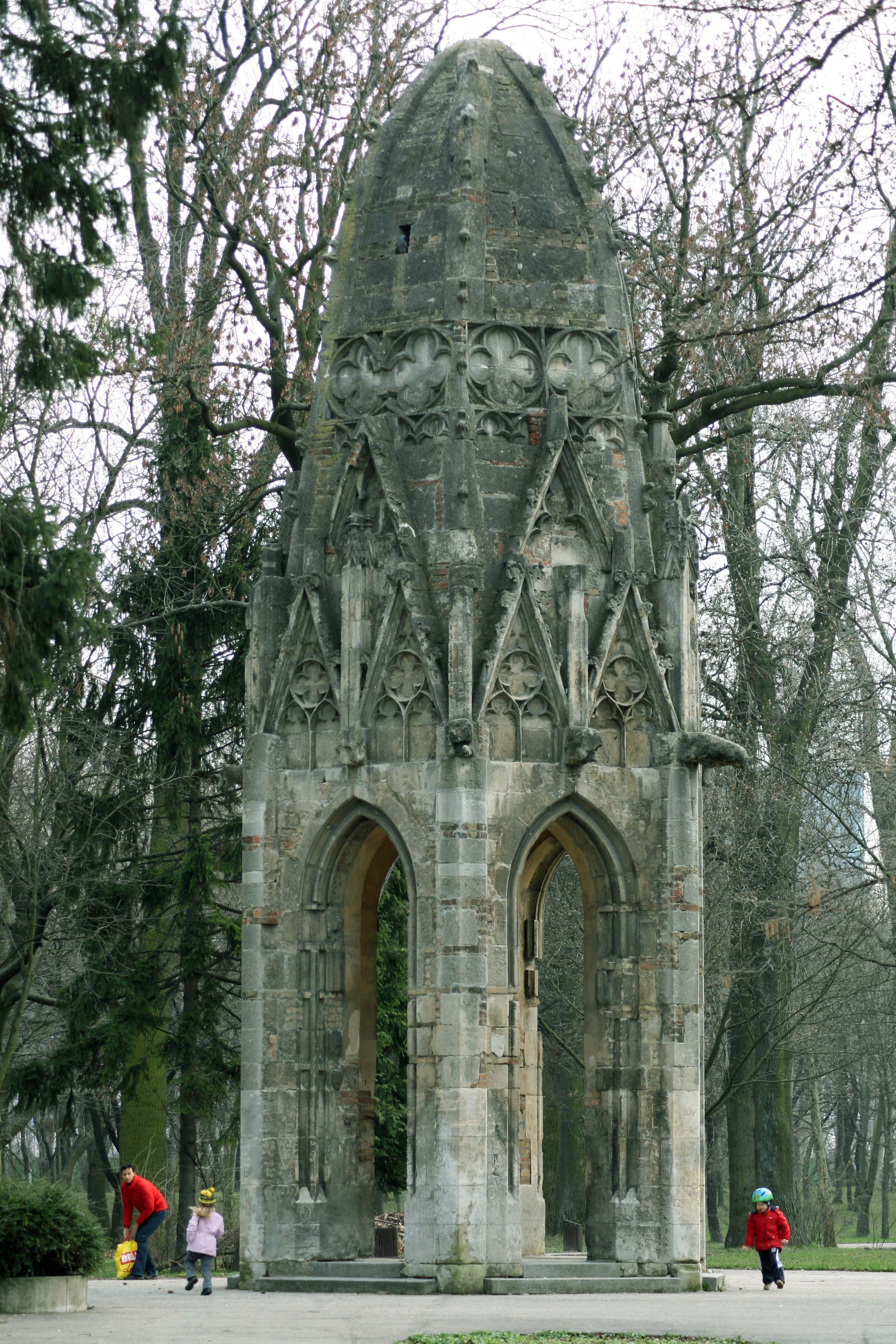
Die Spitze des alten Turms der Preßburger Franziskanerkirche

Wie in so vielen anderen städtischen Parks der Neuzeit wurde auch im Aupark 1902 eine großangelegte "Landwirtschaftliche Landesausstellung" veranstaltet, die in ganz Altungarn für beträchtliches Aufsehen sorgte.
Nach dem Ersten Weltkrieg wurde Preßburg an die neu gegründete Tschecho-Slowakei angegliedert. Durch die Veränderung der politischen Verhältnisse musste die Marmor-Statue des ungarischen Nationaldichters Sándor Petőfi aus der Innenstadt Preßburgs entfernt werden und fand eine Zeitlang im Aupark ihre Aufnahme.
In den 1970er Jahren erfolgte eine Umgestaltung der Anlage, aber im Wesentlichen besteht der Park auch heute. Nach dem Zweiten Weltkrieg hat man ihm nach dem slowakischen Dichter Janko Kráľ benannt, dessen Statue in der Mitte der Anlage aufgestellt wurde.
In der Nachbarschaft des Parks, an dessen Ostrand, befindet sich heute das Arena-Theater. Das vormalige Petržalka-Stadion wurde 2012 abgerissen. Im Süden des Parks befindet sich das Einkaufszentrum, das den ehemals deutschen Namen des Parks Aupark trägt.